# Huddersfield

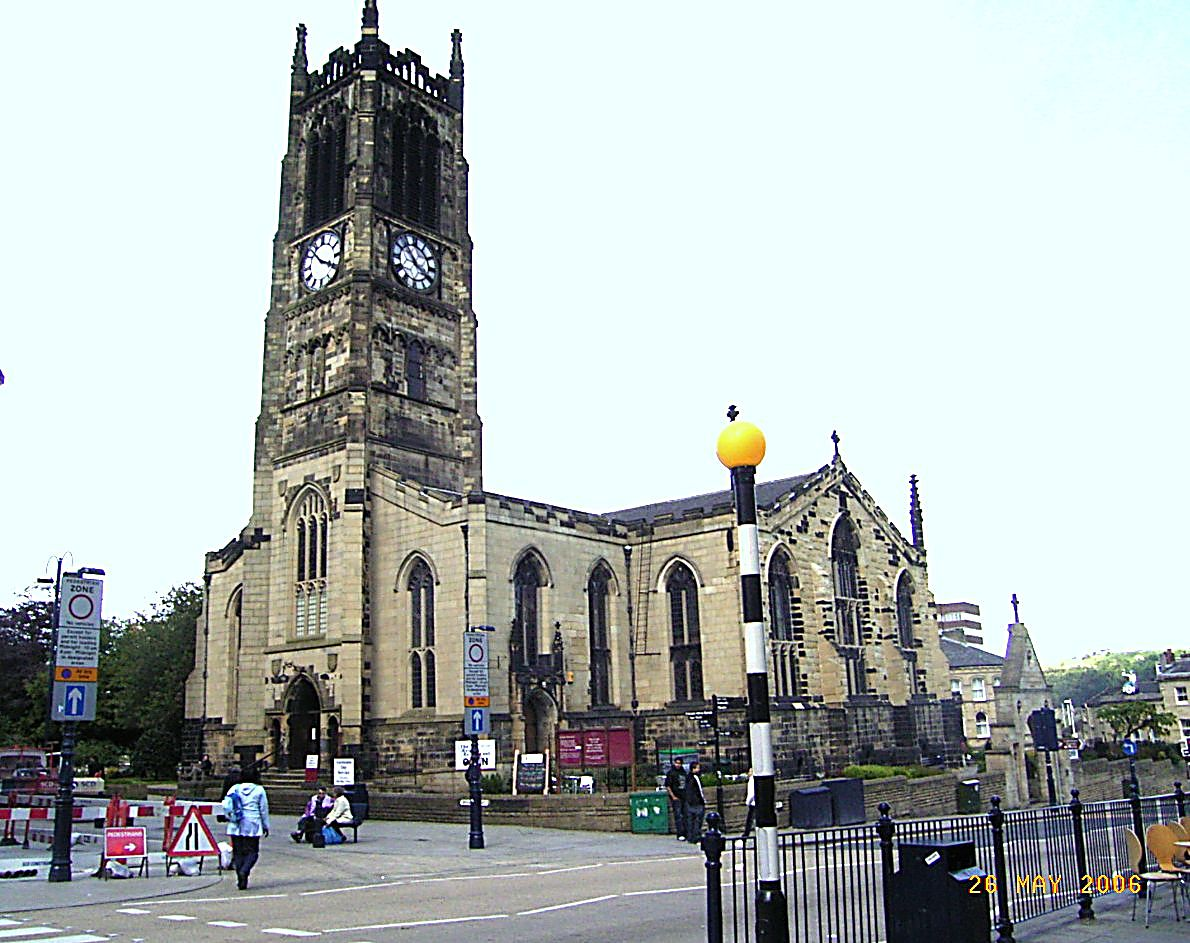
St Peter's Church i Huddersfield.

Huddersfield är en stad i grevskapet West Yorkshire i England. Staden är huvudort i distriktet Kirklees och ligger vid floderna Colne och Holmes sammanföde, cirka 23 kilometer sydväst om Leeds samt cirka 36 kilometer nordost om Manchester. Tätortsdelen (built-up area sub division) Huddersfield hade 162 949 invånare vid folkräkningen år 2011.
Några av Huddersfields stadsdelar inkluderar Almondbury, Bradley, Lindley och Longwood.

## Historia
Huddersfield nämndes i Domedagsboken (Domesday Book) år 1086, och kallades då Oderesfelt/Odresfeld. I Slack, strax väster om staden, finns romerska lämningar.

## Sport
Den 29 augusti 1895 beslutade tjugotvå rugbyklubbar från norra England att lämna den existerande rubgyligan och istället starta sin egen liga. Därigenom kom den variant av rugby som heter Rugby League att skapas. Detta möte hölls på George Hotel, varför puben på hotellet numera heter Founder's Pub.

### Lag
- Huddersfield Giants, rugby
- Huddersfield Town AFC, fotboll

## Utbildning
I staden finns ett universitet (University of Huddersfield) och ett tekniskt college (Huddersfields Technical College), som närmast motsvarar det svenska gymnasiet. Tyngdpunkten ligger på praktiska och tekniska ämnen, och är yrkes- eller universitetsförberedande.

## Kända personer från Huddersfield
- Harold Wilson, brittisk premiärminister
- James Mason, skådespelare
- Al Pitcher, ståuppkomiker
- David Brown, traktor och biltillverkare
- Fraizer Campbell, fotbollsspelare